# Recilia dispar
Recilia dispar är en insektsart som beskrevs av Kramer 1962. Recilia dispar ingår i släktet Recilia och familjen dvärgstritar. Inga underarter finns listade i Catalogue of Life.